# Euphorbia exigua
Euphorbia exigua és una espècie fanerògama pertanyent a la família de les euforbiàcies. En català rep els noms d'eufòrbia exigua, lleterola exigua, mal d'ulls o lletera exigua. Aquesta és una petita lleterola de cicle anual que arriba als 25 cm d'alçada. Viu en zones obertes de matollars, es reconeix per les seves fulles linears i les llavors berrugoses. La seva inflorescència és un ciati. Euphorbia exigua fou descrita per Linné i publicat en Species Plantarum 1: 456. 1753. Euphorbia exigua té un nombre cromosòmic de 2n=24